# Olympische Winterspiele 2006/Teilnehmer (Costa Rica)
| Gelbes Symbol für Goldmedaillen mit stilisierten Olympischen Ringen | Graues Symbol für Silbermedaillen mit stilisierten Olympischen Ringen | Braundes Symbol für Bronzemedaillen mit stilisierten Olympischen Ringen |
| ------------------------------------------------------------------- | --------------------------------------------------------------------- | ----------------------------------------------------------------------- |
| —                                                                   | —                                                                     | —                                                                       |

Costa Rica nahm an den Olympischen Winterspielen 2006 im italienischen Turin mit einem Athleten teil.

## Teilnehmer nach Sportarten

### Ski nordisch
Nachdem Arturo Kinch schon vier Mal für Costa Rica an den Olympischen Winterspielen teilgenommen hatte, konnte er sich im Alter von 49 Jahren wie 2002 im Skilanglauf für die olympischen Winterspiele qualifizieren.
| Athleten     | Wettbewerbe     | Zeit        | Zeit        | Zeit        | Zeit        | Zeit        | Rang | Rang | Rang | Rang |
| ------------ | --------------- | ----------- | ----------- | ----------- | ----------- | ----------- | ---- | ---- | ---- | ---- |
| Männer       |                 |             |             |             |             |             |      |      |      |      |
| Arturo Kinch | 15 km Klassisch | 1:06:50,3 h | 1:06:50,3 h | 1:06:50,3 h | 1:06:50,3 h | 1:06:50,3 h | 95   | 95   | 95   | 95   |